# Steve Davis
Steve Davis OBE, född 22 augusti 1957 i Plumstead i London, är en brittisk före detta snookerspelare. Davis har vunnit fler professionella titlar än någon annan (dock inte lika många rankingtitlar som Stephen Hendry), och räknas som en av de bästa snookerspelarna någonsin. Han dominerade sporten under stora delar av 1980-talet och var enormt populär. Säsongen 1987/88 vann han Triple Crown, det vill säga de tre största turneringarna: VM, UK Championship och Masters. Det sades att han var på TV oftare än premiärministern. 
Steve Davis är inte släkt med snookerspelaren Joe Davis.
Den 17 april 2016 meddelade Davis att han lägger kön på hyllan efter en 38 år lång proffskarriär.
Han har efter karriären turnerat med uppskattade trickshotshower.

## Rankingtitlar
| Turnering       | År                                 |
| --------------- | ---------------------------------- |
| VM              | 1981, 1983, 1984, 1987, 1988, 1989 |
| Grand Prix      | 1985, 1988, 1989                   |
| British Open    | 1986, 1993                         |
| Asian Open      | 1992                               |
| UK Championship | 1984, 1985, 1986, 1987             |
| Welsh Open      | 1994, 1995                         |
| Lada Classic    | 1984, 1987, 1988, 1992             |
| European Open   | 1993                               |
| Scottish Open   | 1983, 1984, 1987, 1988, 1989       |